# Koto Tinggi (Enam Lingkung)
Koto Tinggi is een bestuurslaag in het regentschap Padang Pariaman van de provincie West-Sumatra, Indonesië. Koto Tinggi telt 3363 inwoners (volkstelling 2010).